# Agrochola nitida
Agrochola nitida là một loài bướm đêm trong họ Noctuidae.

## Hình ảnh

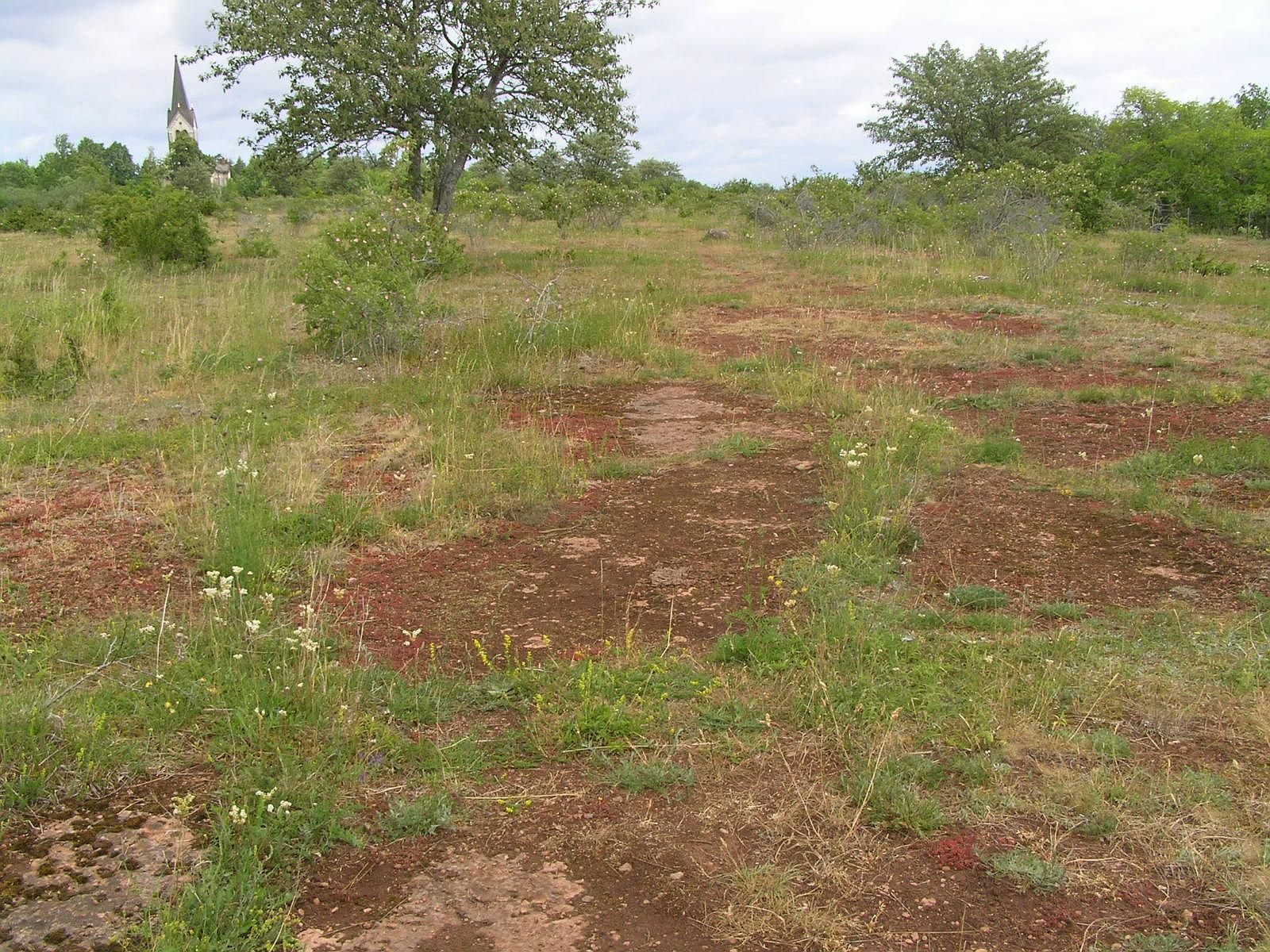